# Hochficht
Der Hochficht (tschechisch Smrčina) ist ein Berg im Mühlviertel in Oberösterreich mit einer Höhe von 1338 m ü. A.
Seine Spitze markiert die Grenze zwischen Österreich und Tschechien, dort befinden sich ein Felsen mit Gipfelkreuz, eine Skiliftstation und eine Wetterstation. Der im grenzüberschreitenden Böhmerwald gelegene Hochficht gehört zur Gemeinde Klaffer. Die Gemeinden Aigen und Ulrichsberg sind ebenfalls nicht weit entfernt und profitieren vom Tourismus in Form von hohen Nächtigungszahlen der lokalen Beherbergungsbetriebe.

## Wintersportgebiet
Der Hochficht ist zudem ein Wintersportgebiet, welches sich über die drei aneinander angrenzenden Berge Zwieselberg (1163 m ü. A.), Reischlberg (1281 m ü. A.) und Hochficht erschließt, und jährlich bis Ende März oder Anfang April (meistens bis Ostern) Saison hat, Saisonstart je nach Wetterlage. Es gibt acht Pisten mit einer Gesamtlänge von rund 20 km sowie eine Ski-Route, welche mit zwei Schleppliften und drei 4er-Sesselliften (Hochfichtbahn seit 1994, Schwarzenbergbahn seit 2001, Zwieselbergbahn seit 2004) erreichbar sind. Seit 2017 befördert die 10er-Gondelbahn Reischlbergbahn in zwei Sektionen Wintersportler auf den Reischlberg. Die längste Strecke ist die Stierwiesenabfahrt vom Hochficht, die zweitlängste die FIS-Abfahrt, auf der auch Europacup-Rennen ausgetragen werden können. Am Zwieselberg existiert zudem eine FIS-Slalom-Strecke, auf der ebenfalls Europacup-Rennen ausgetragen werden. Die meisten Pisten (55 %) weisen einen leichten Schwierigkeitsgrad auf. Die Talstation befindet sich in rund 800 m. Sechs Langlaufstrecken, drei davon gratis benutzbar, mit einer Gesamtlänge von rund 165 km komplettieren das Angebot für Wintersportler. 2007 und 2012 war der Hochficht Austragungsort der Skibob-Weltmeisterschaften.
Die „Hochficht Bergbahnen GmbH“ befindet sich zu 50 % im Besitz des Unternehmers und ehemaligen ÖSV-Präsidenten Peter Schröcksnadel, welcher seit seiner Übernahme bereits mehrere Großinvestitionen, zum Beispiel in Sessellifte, getätigt hat. Das Stift Schlägl ist ebenfalls mit 50 % beteiligt. Zu den Besuchern zählen neben Menschen aus anderen Teilen Oberösterreichs vorwiegend Mühlviertler, in nennenswertem Anteil aufgrund der geografischen Lage auch Tschechen und Deutsche.
Die Gemeinden Klaffer und Ulrichsberg betreiben zudem je eine Rodelbahn an den Hängen des Berges.

## Wandergebiet
Im Sommer sind die Liftanlagen außer Betrieb, nur eine kleine Einkehrstation wird auch während der Sommermonate bewirtschaftet. Einige Wanderwege, darunter der Nordwaldkammweg vom Dreiländereck bis ins Waldviertel, führen über den Gipfel; zudem bieten die Aussichtspunkte „Stinglfelsen“ (1260 m ü. A.) und „Schönbergfelsen“ (1305 m ü. A.) weitere erwähnenswerte Stationen für den Wanderer.

## Natur
Auf den Oberhängen am Hochficht wachsen bodensaure Fichten-Tannen-Buchenwälder, auf seinen Mittelhängen bodensaure Buchenwälder, auf seinen südöstlichen Mittel- und Unterhängen Waldmeister-Buchenwälder und auf seinen höchsten Lagen Hochlagen-Fichtenwälder. Die tschechische Seite des Bergs ist Teil der Kernzone des Nationalparks Šumava/Böhmerwald. Der österreichische Teil gehört zur 22.302 Hektar großen Important Bird Area Böhmerwald und Mühltal und – mit Ausnahme der Skianlagen – zum 9.350 Hektar großen Europaschutzgebiet Böhmerwald-Mühltäler.